# Futbol'nyj Klub Zenit Sankt-Peterburg 2008
Questa voce raccoglie le informazioni riguardanti il Futbol'nyj Klub Zenit Sankt-Peterburg nelle competizioni ufficiali della stagione 2008.

## Stagione
Fu una stagione deludente: cominciata nel migliore dei modi grazie alla vittoria in Supercoppa UEFA 2008 contro il Manchester Utd, proseguì con le immediate eliminazioni in Coppa di Russia, proseguì con la "retrocessione" dalla Champions League alla Coppa UEFA a causa del terzo posto nel girone e si concluse con l'eliminazione in Coppa UEFA ad opera dell'Udinese e un deludente quinto posto in campionato.

## Rosa
| N. |                          | Ruolo | Calciatore                 |
| -- | ------------------------ | ----- | -------------------------- |
| 1  | Slovacchia (bandiera)    | P     | Kamil Contofalsky          |
| 2  | Russia (bandiera)        | D     | Aleksandr Anyukov          |
| 3  | Portogallo (bandiera)    | D     | Fernando Meira             |
| 4  | Croazia (bandiera)       | D     | Ivica Krizanac             |
| 5  | Corea del Sud (bandiera) | D     | Dong-jin Kim               |
| 6  | Belgio (bandiera)        | D     | Nicolas Lombaerts          |
| 7  | Argentina (bandiera)     | C     | Alejandro Damián Domínguez |
| 8  | Russia (bandiera)        | A     | Pavel Pogrebnyak           |
| 9  | Turchia (bandiera)       | A     | Fatih Tekke                |
| 10 | Russia (bandiera)        | A     | Andrey Arshavin            |
| 11 | Rep. Ceca (bandiera)     | D     | Radek Šírl                 |
| 14 | Slovacchia (bandiera)    | D     | Tomas Hubocan              |
| 15 | Russia (bandiera)        | C     | Roman Shirokov             |
| 16 | Russia (bandiera)        | P     | Vyacheslav Malafeev        |
| 18 | Russia (bandiera)        | C     | Konstantin Zyryanov        |
| 20 | Russia (bandiera)        | C     | Viktor Faizulin            |
| 21 | Russia (bandiera)        | C     | Igor Semshov               |

| N. |                        | Ruolo | Calciatore           |
| -- | ---------------------- | ----- | -------------------- |
| 23 | Ungheria (bandiera)    | C     | Szabolcs Huszti      |
| 25 | Paesi Bassi (bandiera) | D     | Fernando Ricksen     |
| 27 | Russia (bandiera)      | C     | Igor Denisov         |
| 33 | Russia (bandiera)      | A     | Pavel Ignatovich     |
| 35 | Russia (bandiera)      | C     | Anton Sosnin         |
| 44 | Ucraina (bandiera)     | C     | Anatoliy Tymoshchuk  |
| 57 | Russia (bandiera)      | A     | Aleksey Ionov        |
| 90 | Russia (bandiera)      | P     | Nikolay Zabolotnyi   |
| -  | Russia (bandiera)      | P     | Dmitri Borodin       |
| -  | Russia (bandiera)      | D     | Sergey Petrov        |
| -  | Francia (bandiera)     | D     | Sébastien Puygrenier |
| -  | Russia (bandiera)      | C     | Vladislav Radimov    |
| -  | Russia (bandiera)      | C     | Vladimir Bystrov     |
| -  | Russia (bandiera)      | A     | Maksim Kanunnikov    |
| -  | Serbia (bandiera)      | A     | Mateja Kezman        |
| -  | Bielorussia (bandiera) | A     | Sergey Kornilenko    |
| -  | Italia (bandiera)      | A     | Alessandro Rosina    |

## Risultati

### Prem'er-Liga
| San Pietroburgo 16 marzo 2008, ore 15:00 1ª giornata | Zenit San Pietroburgo | 0 – 0 referto | Spartak Mosca | Stadio Petrovsky (22.500 spett.)\| Arbitro: \| Aleksandr Gvardis \| |
| Arbitro:                                             | Aleksandr Gvardis     |               |               |                                                                     |

| Arbitro: | Stanislav Sukhina |

|  |           |                                          |
|  | Marcatori | 3’ Andrey Arshavin 60’ Aleksandr Anyukov |

| Arbitro: | Igor Zakharov |

|                     |           |                                                                |
| Andrey Arshavin 16’ | Marcatori | 76’ Sergey Semak 77’ Gökdeniz Karadeniz 84’ Gökdeniz Karadeniz |

| Arbitro: | Almir Kayumov |

|                                                     |           |                                                     |
| Maksim Buznikin 61’ (rig.) Denis Boyarintsev 90'+1’ | Marcatori | 42’ Pavel Pogrebnyak 44’ (rig.) Anatoliy Tymoshchuk |

| Arbitro: | Aleksey Nikolaev |

|                       |           |                  |
| Aleksandr Anyukov 13’ | Marcatori | 27’ Ivan Taranov |

| Arbitro: | Maksim Layushkin |

|           |           |                    |
| Zelão 40’ | Marcatori | 86’ Roman Shirokov |

| Arbitro: | Sergey Karasev |

|                                                                      |           |                  |
| Radoslav Zabavnik 17’ (aut.) Konstantin Zyryanov 38’ Fatih Tekke 53’ | Marcatori | 47’ Daniel Pancu |

| 30 luglio 2008, ore 17:00 8ª giornata | CSKA Mosca  | 0 – 0 referto | Zenit San Pietroburgo | Stadio Lužniki (16.000 spett.)\| Arbitro: \| Igor Egorov \| |
| Arbitro:                              | Igor Egorov |               |                       |                                                             |

| Arbitro: | Stanislav Sukhina |

|                                |           |                      |
| Alejandro Damián Domínguez 52’ | Marcatori | 61’ Dmitri Torbinski |

| Vladivostok 16 luglio 2008, ore 10:00 10ª giornata | Luč-Ėnergija      | 0 – 0 referto | Zenit San Pietroburgo | Stadio Dinamo (6.500 spett.)\| Arbitro: \| Vitali Doroshenko \| |
| Arbitro:                                           | Vitali Doroshenko |               |                       |                                                                 |

| Arbitro: | Aleksandr Gvardis |

|                                                                             |           | |
| Aleksandre Amisulashvili 11’ (aut.) Konstantin Zyryanov 25’ Fatih Tekke 49’ | Marcatori | 19’ (aut.) Aleksandr Anyukov 20’ Rustem Kalimullin 58’ Miodrag Dzudovic 69’ Aleksandre Amisulashvili |

| Arbitro: | Igor Zakharov |

| |           |                           |
| Viktor Faizulin 6’ Roman Shirokov 11’ Anatoliy Tymoshchuk 23’ Anatoliy Tymoshchuk 27’ (rig.) Viktor Faizulin 34’ | Marcatori | 22’ (rig.) Dmitri Michkov |

| Arbitro: | Almir Kayumov |

|                     |           |                                                                                          |
| Dragan Blatnjak 81’ | Marcatori | 27’ Konstantin Zyryanov 31’ Aleksandr Anyukov 89’ Viktor Faizulin 90'+2’ Andrey Arshavin |

| Arbitro: | Yuri Baskakov |

|                                                        |           |  |
| Konstantin Zyryanov 30’ Anatoliy Tymoshchuk 51’ (rig.) | Marcatori |  |

| Arbitro: | Aleksey Kovalev |

|                     |           |  |
| Kirill Kombarov 88’ | Marcatori |  |

| Arbitro: | Vitali Doroshenko |

|                                  |           |                   |
| Igor Denisov 51’ Fatih Tekke 77’ | Marcatori | 22’ Aleksey Rebko |

| Arbitro: | Maksim Layushkin |

|                                                                                   |           |                                |
| Aleksandr Bukharov 9’ Sergiy Rebrov 12’ Aleksandr Bukharov 72’ Andrey Kobenko 86’ | Marcatori | 23’ (rig.) Anatoliy Tymoshchuk |

| Arbitro: | Aleksey Nikolaev |

|                         |           |                                                              |
| Konstantin Zyryanov 25’ | Marcatori | 52’ Maksim Buznikin 57’ Ricardo Silva 79’ Dmitriy Kudryashov |

| Arbitro: | Yuri Baskakov |

|  |           |                                                                          |
|  | Marcatori | 16’ Pavel Pogrebnyak 61’ Konstantin Zyryanov 75’ (rig.) Pavel Pogrebnyak |

| Arbitro: | Maksim Layushkin |

|                                    |           |                                   |
| Viktor Faizulin 7’ Fatih Tekke 82’ | Marcatori | 9’ Andrey Karyaka 41’ Marko Topic |

| Arbitro: | Igor Egorov |

|                  |           |                                                                                     |
| Sergey Bendz 75’ | Marcatori | 12’ Andrey Arshavin 23’ Ivica Krizanac 41’ Pavel Pogrebnyak 70’ Konstantin Zyryanov |

| Arbitro: | Stanislav Sukhina |

|                      |           |                                                         |
| Pavel Pogrebnyak 88’ | Marcatori | 3’ Alan Dzagoev 57’ (rig.) Vágner Love 65’ Alan Dzagoev |

| Arbitro: | Igor Egorov |

|  |           |                                                                             |
|  | Marcatori | 18’ Viktor Faizulin 61’ Sébastien Puygrenier 74’ Alejandro Damián Domínguez |

| Arbitro: | Igor Zakharov |

| |           |                   |
| Danny 7’ Andrey Arshavin 20’ Roman Shirokov 35’ Danny 42’ Fatih Tekke 47’ Fatih Tekke 60’ Alejandro Damián Domínguez 72’ Fatih Tekke 89’ | Marcatori | 74’ Vitali Bulyga |

| Arbitro: | Aleksandr Kolobaev |

|                                        |           |                                                    |
| Vitali Shumeyko 18’ Aslan Mashukov 86’ | Marcatori | 72’ Alejandro Damián Domínguez 81’ Andrey Arshavin |

| Arbitro: | Almir Kayumov |

|                  |           |                     |
| Goran Maznov 23’ | Marcatori | 20’ Viktor Faizulin |

| Arbitro: | Aleksey Kovalev |

|           |           |  |
| Danny 16’ | Marcatori |  |

| Arbitro: | Aleksandr Gvardis |

|                 |           |                                |
| Georgi Peev 70’ | Marcatori | 80’ (rig.) Anatoliy Tymoshchuk |

| Arbitro: | Stanislav Sukhina |

|                 |           |                       |
| Fatih Tekke 80’ | Marcatori | 54’ Leandro Fernández |

| Arbitro: | Igor Egorov |

|                        |           |                                            |
| Aleksandr Pavlenko 47’ | Marcatori | 5’ Pavel Pogrebnyak 19’ Danny 45'+1’ Danny |

### Kubok Rossii
| Arbitro: | Sergey Timofeev |

|                      |           |  |
| Aleksey Medvedev 64’ | Marcatori |  |

### Supercoppa UEFA
| Arbitro: | Claus Bo Larsen |

|                   |           |                                |
| Nemanja Vidic 73’ | Marcatori | 44’ Pavel Pogrebnyak 59’ Danny |

### UEFA Champions League
| Arbitro: | Frank de Bleeckere |

|                          |           |  |
| Alessandro Del Piero 76’ | Marcatori |  |

| Arbitro: | Massimo Busacca |

|           |           |                                                 |
| Danny 24’ | Marcatori | 3’ (aut.) Tomas Hubocan 30’ Ruud van Nistelrooy |

| Arbitro: | Pedro Proença |

|                 |           |                      |
| Fatih Tekke 80’ | Marcatori | 52’ Pavel Nekhaychik |

| Arbitro: | Stéphane Lannoy |

|  |           |                                   |
|  | Marcatori | 34’ Pavel Pogrebnyak 90'+4’ Danny |

| San Pietroburgo 25 novembre 2008, ore 18:30 Girone H - 5ª giornata | Zenit San Pietroburgo | 0 – 0 referto | Juventus | Stadio Petrovsky (21.000 spett.)\| Arbitro: \| Claus Bo Larsen \| |
| Arbitro:                                                           | Claus Bo Larsen       |               |          |                                                                   |

| Arbitro: | Jonas Eriksson |

|                                |           |  |
| Raúl 24’, 56’ Arjen Robben 50’ | Marcatori |  |

### Coppa UEFA
| Arbitro: | Björn Kuipers |

|                                               |           |                 |
| Szabolcs Huszti 2’ Anatoliy Tymoshchuk 45'+3’ | Marcatori | 15’ Mario Gómez |

| Arbitro: | Willie Collum |

|                  |           |                                      |
| Timo Gebhart 80’ | Marcatori | 43’ Igor Semshov 86’ Viktor Faizulin |

| Arbitro: | Eduardo Iturralde González |

|                                                        |           |  |
| Fabio Quagliarella 85’ Antonio Di Natale 90'+3’ (rig.) | Marcatori |  |

| Arbitro: | Martin Atkinson |

|                         |           |  |
| Anatoliy Tymoshchuk 34’ | Marcatori |  |